# Paso de Haast
El paso de Haast /Tioripatea es un puerto de montaña de los Alpes Meridionales de la Isla Sur de Nueva Zelanda. Los maoríes lo utilizaban en la época preeuropea.
Debe su nombre a Julius von Haast, un explorador y geólogo provincial del gobierno de Canterbury del siglo XIX. Tras la aprobación de la Ley de Resolución de Reclamaciones Ngāi Tahu de 1998, el nombre del paso pasó a ser oficialmente Haast Pass/Tioripatea. El paso se encuentra dentro de los límites del Parque Nacional del Monte Aspiring y forma parte de la frontera entre las regiones de Otago y Costa Oeste.
El paso de Haast es uno de los tres pasos por los que cruza una carretera los Alpes del Sur, junto con el paso de Lewis y el paso de Arthur, aunque el túnel de Homer pasa por debajo de la divisoria principal. El paso de Haast se eleva a 562 metros sobre el nivel del mar en la encrucijada entre los valles de los ríos Haast y Makarora. Por tanto, es el más bajo de los pasos que atraviesan los Alpes del Sur.
La ruta a través del paso de Haast (actual carretera estatal 6) pasó de ser una pista en mal estado a una carretera asfaltada que llegaba al municipio de Haast en 1960, pero no se enlazó con el resto de la costa oeste hasta 1965. 
Cataratas Fantail en el Paso de Haast
No existen asentamientos en la carretera del paso de Haast entre Haast y Makarora. La carretera atraviesa predominantemente un hayedo no modificado. Entre el municipio de Haast y la cima del paso, la carretera estatal 6 sigue la ruta del río Haast y proporciona acceso y puntos de observación a varias cascadas notables, entre las que se incluyen (de oeste a este): Roaring Billy Falls, Thunder Creek Falls y Fantail Falls.

## Historia
Los Ngāi Tahu utilizaban el paso para cruzar desde el lago Wānaka hasta la costa occidental. En la época de la exploración europea, fue notorio su uso en 1835 por una partida de guerra liderada por Te Pūoho-o-te-rangi; un cruce por sorpresa permitió a Te Pūoho emboscar pueblos estacionales en el valle de Makarora.
Los europeos conocieron el paso cuando Huruhuru dibujó un mapa para el explorador Edward Shortland en 1844. La primera ascensión europea se produjo por el lado de Wānaka en marzo de 1861, cuando el explorador John Holland Baker, en busca de nuevas tierras de pastoreo, miró desde la silla de montar hacia la costa oeste. Charles Cameron, un buscador de oro, afirmó haber realizado la primera travesía hasta la costa en 1863. Sin embargo, se cree que sólo llegó a la parte alta del río Haast/Awarua. El honor de la primera travesía oficial fue reclamado por Julius Haast, geólogo provincial de Canterbury, que dirigió una expedición de cinco hombres en enero de 1863. Dio su nombre al río Haast, «dirigido, según dijo, por su superintendente provincial», y regresó al lago Wānaka «casi sin zapatos» al cabo de seis semanas.
En 1880 ya existía un buen camino de herradura que cruzaba el paso, pero las obras para construir una carretera no comenzaron hasta 1929, cuando se iniciaron en el lago Hāwea. En 1936 se inició otra fase desde el este, en Makarora, que llegó hasta las Puertas de Haast, pero se interrumpió durante varios años debido a la desviación de recursos para la Segunda Guerra Mundial. Las obras del lado occidental de las Puertas de Haast no se reanudaron hasta 1946. Los avances fueron lentos y, en 1955, aún quedaban 16 km de calzada por construir en el lado occidental del desfiladero.
La carretera del paso de Haast entre Otago y el sur de Westland se inauguró oficialmente en noviembre de 1960, pero se anunció que sería necesario cerrar completamente la carretera en Año Nuevo para sustituir el puente provisional Bailey existente en Gates of Haast por una estructura permanente. En septiembre de 1961 se inauguró el nuevo puente Callender-Hamilton, tras tres meses de cierre total de la carretera. Durante este periodo, los suministros para el municipio de Haast, que normalmente se entregaban por carretera desde Cromwell, en Otago, tuvieron que ser transportados a mano a través de una pasarela sobre el río desde un camión en el lado de Otago a otro camión en el lado de la Costa Oeste.
La inauguración oficial de toda la autopista de Haast tuvo lugar el 6 de noviembre de 1965, tras la finalización del último tramo de 50 km entre Haast y Paringa. Sin embargo, el asfaltado de toda la ruta no se completó hasta 1995.
A principios del siglo XX, el diputado local Tom Seddon propuso la construcción de una línea férrea desde la costa oeste hasta Otago a través del paso, que habría unido el ramal de Ross con la línea férrea central de Otago, que terminaba en Omakau[6]. Sin embargo, la línea nunca llegó a construirse; la línea férrea central de Otago terminaba en Cromwell y no se construyó ninguna línea férrea al sur de Ross, sino un tranvía industrial con ligera inclinación para dar servicio a los intereses madereros cerca del lago Ianthe. 